# Лакме
„Лакмѐ“ (на френски: Lakmé) е опера от 1883 година на френския композитор Лео Делиб.
Написана е през 1881 – 1882 година по либрето на Едмон Гондине и Филип Жил, свободно базирано на разказа на Теодор Пави Les babouches du Brahmane и романа на Пиер Лоти „Сватбата на Лоти“. Сюжетът е ориенталистичен и представя любовната връзка между дъщеря на местен религиозен водач и британски офицер в Британска Индия от средата на XIX век. Премиерата е на 14 април 1883 година в „Опера Комик“ в Париж.
В България е поставена за пръв път през 1926 година в Софийската народна опера от диригента Юрий Померанцев и режисьора Христо Попов.